# Чемпіонат світу з кросу 2015
Чемпіонат світу з кросу 2015 був проведений 28 березня в Ґуйяні.
Місце кожної країни у командному заліку у кожному забігу визначалося сумою місць, які посіли перші четверо спортсменів цієї країни.

## Чоловіки
| Першість | Золото                                                                               | Золото                   | Срібло                                                                                      | Срібло               | Бронза                                                                                   | Бронза                  |
| -------- | ------------------------------------------------------------------------------------ | ------------------------ | ------------------------------------------------------------------------------------------- | -------------------- | ---------------------------------------------------------------------------------------- | ----------------------- |
| Особиста | Джеффрі Камворор Кенія                                                               | 34.52                    | Бедан Карокі Кенія                                                                          | 35.00                | Муктар Едріс Ефіопія                                                                     | 35.06                   |
| Командна | ЕфіопіяМуктар Едріс Хагос Гебрхівет Тамірат Тола Ацеду Цегай Бонса Діда Тесфає Абера | 20 очок3 4 6 7 (14) (26) | КеніяДжеффрі Камворор Бедан Карокі Леонард Барсотон Філіп Лангат Мозес Муконо Джозеф Кіптум | 201 2 5 12 (16) (21) | БахрейнАєке Аялеу Альберт Роп Ель Гассан ель Аббассі Айзек Корір Зелалем Бача Гасан Чані | 5410 11 15 18 (19) (20) |

| Першість | Золото                                                                                  | Золото                    | Срібло                                                                                   | Срібло               | Бронза                                                                           | Бронза            |
| -------- | --------------------------------------------------------------------------------------- | ------------------------- | ---------------------------------------------------------------------------------------- | -------------------- | -------------------------------------------------------------------------------- | ----------------- |
| Особиста | Ясін Хаджі Ефіопія                                                                      | 23.42                     | Джеффрі Корір Кенія                                                                      | 23.47                | Альфред Нгено Кенія                                                              | 23.54             |
| Командна | КеніяДжеффрі Корір Альфред Нгено Домінік Кіптарус Роджерс Квемої Мозес Коеч Джон Лангат | 19 очок2 3 4 10 (12) (16) | ЕфіопіяЯсін Хаджі Їхунілінь Адане Абе Гашахун Хайманот Алеве Йоханс Мекаша Адане Велетау | 331 7 8 17 (21) (24) | ЕритреяАбрахам Хабте Берхане Афеверкі Могос Шумай Арон Кіфле Ємане Хайлесілассіє | 526 13 14 19 (23) |

## Жінки
| Першість | Золото                                                                                        | Золото                  | Срібло                                                                                       | Срібло              | Бронза                                                                              | Бронза             |
| -------- | --------------------------------------------------------------------------------------------- | ----------------------- | -------------------------------------------------------------------------------------------- | ------------------- | ----------------------------------------------------------------------------------- | ------------------ |
| Особиста | Агнес Джебет Тіроп Кенія                                                                      | 26.01                   | Сенбере Тефері Ефіопія                                                                       | 26.06               | Нецанет Гудета Ефіопія                                                              | 26.11              |
| Командна | ЕфіопіяСенбере Тефері Нецанет Гудета Алеміту Хароє Маміку Даска Белайнеш Ольджіра Генет Аялеу | 17 очок2 3 4 8 (9) (10) | КеніяАгнес Джебет Тіроп Стейсі Ндіва Емілі Чебет Айрін Чептаї Джанет Кіса Маргарет Кіпкембої | 191 5 6 7 (12) (13) | УгандаДжульєт Чеквел Адеро Ньякісі Патрісія Чеквембої Емілі Чебет Ненсі Чептегеї[a] | 10114 24 30 33 DNF |

a  Регламент змагань не передбачав вручення медалі за підсумками командного заліку тим спортсменам, які не дістались фінішу.
| Першість | Золото                                                                                         | Золото                  | Срібло                                                                                           | Срібло                | Бронза                                                                                        | Бронза           |
| -------- | ---------------------------------------------------------------------------------------------- | ----------------------- | ------------------------------------------------------------------------------------------------ | --------------------- | --------------------------------------------------------------------------------------------- | ---------------- |
| Особиста | Летесенбет Гідей Ефіопія                                                                       | 19.48                   | Дера Діда Ефіопія                                                                                | 19.49                 | Етагеньє Вольду Ефіопія                                                                       | 19.53            |
| Командна | ЕфіопіяЛетесенбет Гідей Дера Діда Етагеньє Вольду Мехрет Тефера Дагмавіт Кідане Зерфіє Ліменех | 11 очок1 2 3 5 (6) (14) | КеніяДейзі Чепкемеї Гледіс Кіпкоеч Вінфредах Нзіса Роузлін Чепнгетіч Вінні Койма Джойлін Черотіч | 334 7 10 12 (13) (22) | БахрейнДесі Джіса Моконін Рут Джебет Фатума Джаваро Бонту Едао Ребіту Даліла Абделькадір Госа | 528 9 15 20 (28) |

## Медальний залік
| Місце               | Країна              | Золото | Срібло | Бронза | Загалом |
| ------------------- | ------------------- | ------ | ------ | ------ | ------- |
| 1                   | Ефіопія             | 5      | 3      | 3      | 11      |
| 2                   | Кенія               | 3      | 5      | 1      | 9       |
| 3                   | Бахрейн             | 0      | 0      | 2      | 2       |
| 4                   | Еритрея             | 0      | 0      | 1      | 1       |
| 4                   | Уганда              | 0      | 0      | 1      | 1       |
| Загалом (5 збірних) | Загалом (5 збірних) | 8      | 8      | 8      | 24      |

## Українці на чемпіонаті
Восьмий чемпіонат поспіль українські кросмени участі в світовій першості з кросу не брали.

## Відео
- Підсумки чемпіонату на YouTube